# Sân bay Nuuk
Sân bay Nuuk (tiếng Greenland: Mittarfik Nuuk; tiếng Đan Mạch: Nuuk Lufthavn; (IATA: GOH, ICAO: BGGH)) là một sân bay tại Nuuk, thủ phủ của Greenland. Sân bay này là một căn cứ kỹ thuật và thành phố tập trung cho Air Greenland, hãng hàng không quốc gia của Greenland, nối thủ đô với một số thị xã ở phía tây và tây nam một phần của đất nước, bao gồm cả trung tâm hàng không tại sân bay Kangerlussuaq. Với các kết nối đến Iceland, sân bay Nuuk cũng là một trong 6 sân bay quốc tế ở Greenland.
Trong đầu những năm 1960, các thủy phi cơ của hãng hàng không được thành lập Air Greenland đã hạ cánh tại cảng Nuuk. Năm 1965, hãng hàng không đầu tư vào phát triển một đội tàu bay mạnh mẽ hơn dựa trên máy bay trực thăng lớn Sikorsky S 61, mà tiếp tục để phục vụ thị trấn bốn thập kỷ tiếp theo, ngay cả sau khi xây dựng một sân bay tại Nuuk có khả năng phục vụ máy bay cất-hạ cánh ngắn de Havilland Canada Dash-7 chiếm ưu thế tại sân bay từ những năm 1970.
Sân bay được xây dựng để phục vụ thị xã lớn nhất ở Greenland, nhưng do hạn chế không gian tại các vị trí trong một khu vực miền núi và các vấn đề với thời tiết nên sân bay không thể để phục vụ các máy bay chở khách lớn. Phương án mở rộng của sân bay không phải là một lựa chọn chấp nhận được cũng do cách tiếp cận trong khu vực đô thị hoá của các huyện xa xôi hẻo lánh của Nuuk, mặc dù vấn đề này tiếp tục là một chủ đề của cuộc tranh luận nội bộ trong Greenland.

## Hãng hàng không và tuyến bay

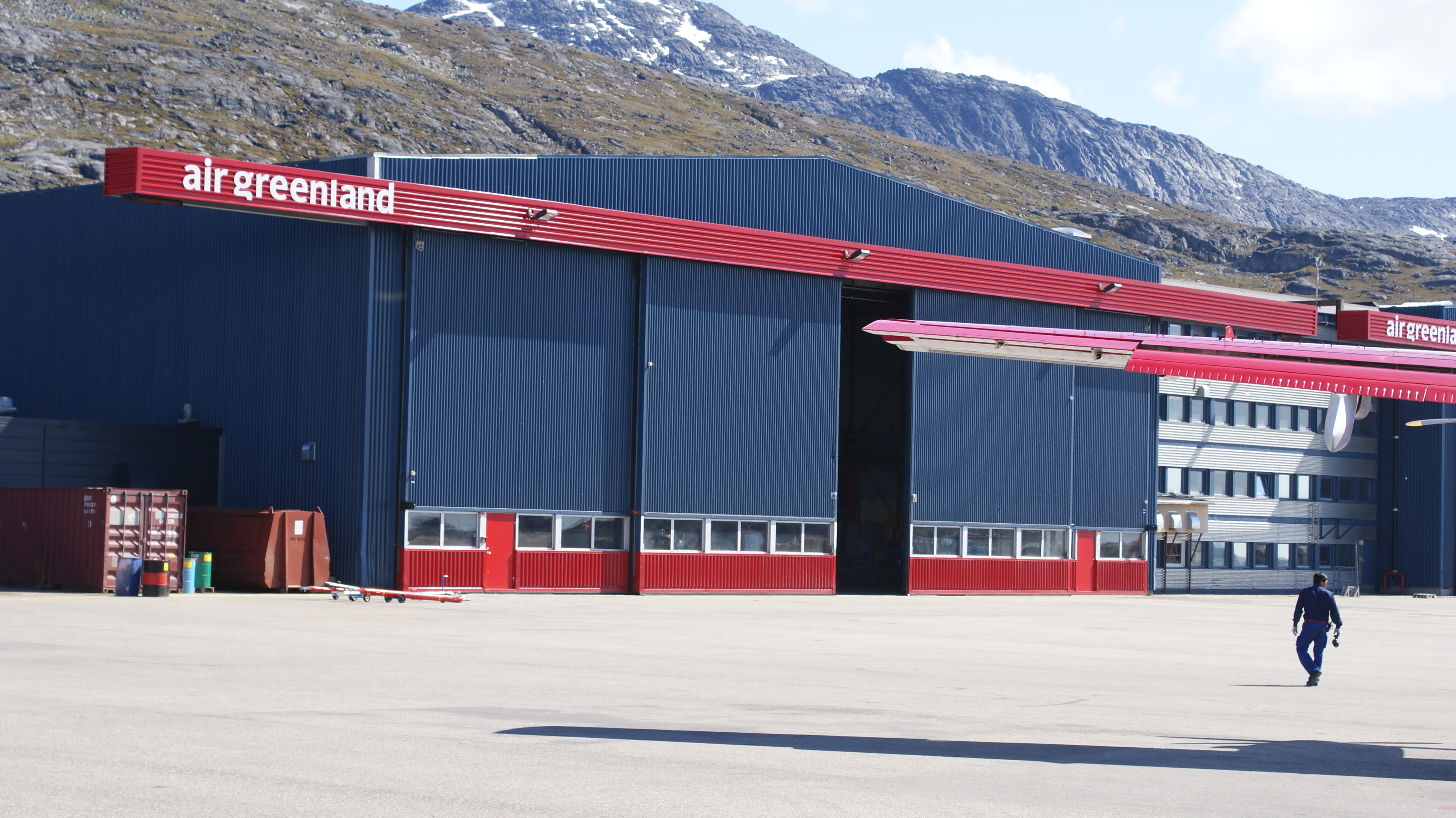
Air Greenland có căn cứ kỹ thuật ở sân bay Nuuk (hangar).

| Hãng hàng không | Các điểm đến                                                                                         |
| --------------- | --- |
| Air Greenland   | Kangerlussuaq, Kulusuk, Maniitsoq, Narsarsuaq, Paamiut, Sisimiut, Qeqqata Summer: Reykjavík-Keflavík |
| Air Iceland     | Reykjavík                                                                                            |